# زهير زرداب
 زهير زرداب (بالفرنسية: Zahir Zerdab)‏ (1982 الجزائر) هو لاعب كرة قدم جزائري.

## وصلات خارجية
- زهير زرداب على موقع رابطة كرة القدم الفرنسية للمحترفين (الإنجليزية)
- زهير زرداب على موقع قاعدة بيانات كرة القدم.إي يو (الإنجليزية)
- زهير زرداب على موقع ناشيونال فوتبول تيمز (الإنجليزية)
- زهير زرداب على موقع Soccerway.com (الإنجليزية)